# Yrjö Saarela

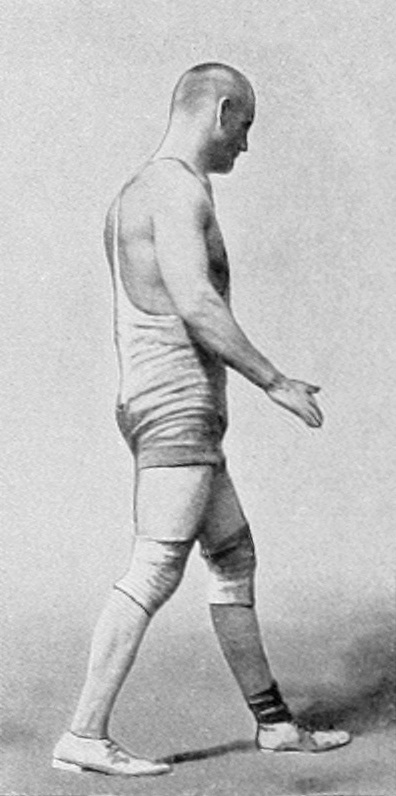
Yrjö Saarela, 1912

Yrjö Erik Mikael Saarela (* 13. Juli 1884 in Liminka; † 30. Juni 1951 ebenda) war ein finnischer Ringer und Olympiasieger.

## Leben
Er stammt aus Oulu und begann im Jahre 1904 beim dortigen Ringsportverein Oulusuun Pohja mit dem Ringen. Mit einer Größe von 1,85 m wog er ca. 100 kg und rang im Schwergewicht in dem damals in Europa üblichen griechisch-römischen Stil. Zu seiner Zeit gab es bei den Konkurrenzen noch häufig große Unterschiede in der Einteilung der Gewichtsklassen. Auch waren die Wettkampfregeln noch nicht so festgeschrieben wie heute, was manchmal auch zu ungerechten Resultaten führte. Yrjö war aber davon offensichtlich nicht betroffen.
In den Jahren 1908 und 1909 gewann er die finnische Meisterschaft im Schwergewicht. Er war auch auf internationaler Ebene sehr erfolgreich. Zweimal startete er bei Olympischen Spielen und gewann dabei eine Gold- und eine Silbermedaille. Im Jahr 1911 gewann er in Helsinki auch den Weltmeister-Titel im Schwergewicht.
Yrjö war sehr lange aktiv und belegte im Jahr 1929 im Alter von 45 Jahren im heimischen Oulu bei den finnischen Meisterschaften noch einmal einen dritten Platz im Schwergewicht. 
Die Ergebnisse der Meisterschaften, an denen er startete, sind aus den nächsten Abschnitten zu ersehen.

## Internationale Erfolge
(OS = Olympische Spiele, WM = Weltmeisterschaft, GR = griechisch-römischer Stil, Hs = Halbschwergewicht, S = Schwergewicht)
- 1908, Silbermedaille, OS in London, GR, Hs (bis 93 kg Körpergewicht), mit Siegen über Henry Nielsen, Dänemark, E. Nixon, Großbritannien, Marcel Dubois, Belgien und Carl Jensen, Dänemark u. einer Niederlage gegen Verner Weckman, Finnland;
- 1911, 1. Platz, WM in Helsinki, GR, S (über 83 kg Körpergewicht), mit Siegen über Adolf Lindfors, Alex Järvinen und Johan Olin und einem Unentschieden gegen Emil Backenius, alle Finnland;
- 1912, Goldmedaille, OS in Stockholm, GR, S (über 82,5 kg Körpergewicht), mit Siegen über David Karlsson, Schweden, Jean Hauptmann, Deutschland, Gustaf Lindström, Schweden, Jakob Neser, Deutschland u. Sören Marius Jensen, Dänemark u. trotz einer Niederlage gegen Johan Olin, Finnland

## Finnische Meisterschaften
- 1908, 1. Platz, GR, S (über 70 kg Körpergewicht), vor Adolf Lindfors, Porvoon Akilles u. Antti Kairama, Viipuri Tarmo,
- 1909, 1. Platz, GR, S (über 83 kg Körpergewicht), vor Adolf Lindfors u. Viktor Salovaara, Vaasan Kiisto;
- 1929, 3. Platz, GR, S (über 82,5 kg Körpergewicht), hinter Emil Wecksten, Hallan Visa u. Erkki Kallio, Oulusuun Pohja